# Rue du Chat-qui-Pêche
Rue du Chat-qui-Pêche är en gata i Quartier de la Sorbonne i Paris 5:e arrondissement. Rue du Chat-qui-Pêche, som börjar vid Quai Saint-Michel 9 och slutar vid Rue de la Huchette 12, är uppkallad efter en butiksskylt, som visade en fiskande katt; Rue du Chat-qui-Pêche betyder således ”Den fiskande kattens gata”.
Rue du Chat-qui-Pêche anses vara Paris smalaste gata.
Under 1930-talet bodde den ungerska författaren Jolán Földes (1902–1963) vid Rue du Chat-qui-Pêche. Hennes roman A halászó macska utcája (”Den fiskande kattens gata”) från år 1936 handlar om en ungersk arbetarklassfamiljs vedermödor i Paris.

## Omgivningar
- Saint-Julien-le-Pauvre
- Saint-Séverin
- Square René-Viviani
- Square André-Lefèvre
- Petit-Pont-Cardinal-Lustiger

## Bilder
| - Rue du Chat-qui-Pêche omkring år 1868. - Gatuskylt. |

## Kommunikationer
- Tunnelbana – linje  – Saint-Michel
- Busshållplats Petit Pont – Paris bussnät, linje 47